# Tawi-Tawi
Tawi-Tawi là một tỉnh đảo trong Khu tự trị Hồi giáo Mindanao, Philipin. Tỉnh lỵ là Bongao.
Đây là tỉnh cực nam Philippines, giáp ngoài biển với bang Sabah của Malaysia và tỉnh Kalimantan của Indonesia. Về phía đông bắc là tỉnh Sulu còn về phía tây là Sabah của Mã Lai.